# Solti rádióadó
A solti rádióadó egy 304 méter magas antennatorony és a hozzá tartozó kiszolgáló létesítmények Solt közelében. Megépítésének alapvető célja az időközben elavult lakihegyi rádióadó leváltása volt. 1977. február 16-án avatták fel, és azóta megszakítás nélkül sugároz a középhullámú tartományban. Manapság elsősorban a Kossuth Rádió középhullámú sugárzását biztosítja 540 kHz-es frekvencián Magyarország teljes területén, valamint az időjárási és domborzati viszonyoktól függően Európa akár távolabbi részein is.

## Története
Magyarország elsőszámú és egyben – 1933-as fejlesztése után világviszonylatban is – különleges rádióadója 1928-tól működött Szigetszentmiklós város Lakihegy nevű részén. Eleinte kisebb teljesítménnyel és antennával, 1933-tól pedig 120 kW teljesítménnyel és egy 314 méter magas Blaw-Knox rendszerű antennatoronnyal. Négy viszontagságos évtizedet és néhány átépítést követően a rendszer az 1960-as–70-es évek fordulójára már nem tudta maradéktalanul ellátni feladatát. Az adó legjobb körülmények között is legfeljebb 80%-ban volt képes besugározni az ország területét a középhullámú tartományban, ám az eddigre Európában és a Közel-Keleten megszaporodott középhullámú adók tovább rontották Lakihegy teljesítményét. 1972-ben már csak az ország területének nagyjából felén volt megfelelő minőségű a vétel.
Ezen kedvezőtlen körülmények hatására 1972 szeptemberében politikai, majd 1973 márciusában műszaki határozat született egy új rádióadó létesítéséről. A Magyar Posta által elvégzett tanulmány szerint az új adó ideális helyszíne – a lakihegyi adótól délre, légvonalban pontosan 60 km távolságban – Solt város térségében volt. Innen megfelelő műszaki paraméterekkel (2 MW adóteljesítmény és negyed hullámhosszúnál hosszabb, antifading antenna) az egész ország kiváló minőségben besugározható. Az alapkőletétel 1974. szeptember 6-án volt, majd a Magyar Posta irányításával megkezdődött hazánk mai napig legnagyobb teljesítményű rádióadójának építése. A beruházás összköltségét akkori áron 750 millió forintban határozták meg, amely csak a nagyságrend érzékeltetésképpen megközelítőleg 10 000 darab Lada személygépkocsi árának felelt meg.
Az adóépület 1975. december 31-ére szerkezetkész állapotba jutott, amelybe szovjet mérnökök a Leningrádi Adógyár híradástechnikai berendezéseit építették. A 304 méter magas antennatorony építése 1976 márciusában kezdődött, és augusztus 16-án húzták meg rajta az utolsó csavarokat. 1977. január 10-én indultak az első próbaadások, majd február 16-án ünnepélyes keretek között avatták fel a létesítményt. A 42/2013. (VIII. 9.) BM-rendelet a létesítményt műemléki védelemben részesítette. A védetté nyilvánítás célja a solti rádióadó építményei – antenna, állomásépület (kiszolgáló-, energia- és adóépület), vízgépház, portaépület, kert és három őrtorony együttese – technikatörténeti értékeinek megőrzése. A létesítmény főmérnöke Duró Imre volt.

## Az antennatorony elhelyezkedése és felépítése
Maga a létesítmény egy 900 m × 900 m-es, észak–dél tájolású, szabályos négyzet alakú területen helyezkedik el, amely Solt városának központjától közúton 4,5 km-re északra fekszik. A négyzet geometriai középpontjában áll a 303,6 m teljes magasságú és 298,4 m sugárzó hosszú, 2,5 m élhosszú, szabályos háromszög keresztmetszetű torony. Függőleges helyzetét 75, 155 és 250 m sugarú körökben 3-3-3 darab acélsodrony biztosítja. A 184,5 tonna tömegű antenna két hengeres kerámia talpszigetelőn áll. A szigetelők átütési szilárdsága 200 kV.
Az adótorony negyed hullámhossznál hosszabb, antifading rendszerű. Impedanciája 60 Ω. A nagyfrekvenciás feszültség kb. 11 kV, az antennaáram 180 A (a névleges adóteljesítményre vonatkoztatva).

## Felújítás
Az adóállomás – a korábbi nagyobb karbantartásokat leszámítva – négy évtizede folyamatosan szolgál. Ez idő alatt több berendezés elhasználódott, megérett a felújításra vagy a cserére. A világban számos elektroncsöves adót építettek át félvezetőssé, ezért folyamatosan csökken a kereslet az adócsövek iránt, amely a gyártási kapacitások csökkentését, leállítását vonja maga után. Emiatt az adó működtetéséhez szükséges adócsöveket egyre nehezebben és drágábban lehetett beszerezni. A Kossuth rádió adását a legtöbben még mindig a középhullámú 540 kHz-es frekvencián hallgatják, hiszen az URH sávhoz képest tompább hangzásért cserébe folyamatos, stabil vételt garantál még dombos, hegyes vidéken utazva is. Az adás a határokon kívül, a Kárpát-medence teljes területén, éjszaka pedig annál jóval távolabb is vehető, így gondoskodik a határon túli és a külföldön dolgozó, utazó magyarok anyanyelvi műsorral történő ellátásáról. Ezenkívül katasztrófahelyzetben közleményeket, információkat sugároz, és garantálja ezek eljuttatását a lakossághoz. A felsorolt okokból kifolyólag 2015-ben kormányhatározat született a létesítmény felújításáról.
A felújítás 2016–2017-ben történt. A munka első fázisában felújították az adóépületet, az energiaellátást biztosító 120/20/10 kV-os alállomást, elvégezték az antennatorony festését és a kikötőkötelek zsírozását, valamint kijavították a földelőháló hibáit. A munkálatok teljes leállás mellett zajlottak, ezért a helyettesítő sugárzást Siófokról (540 kHz, 150 kW) és Szolnokról (1341 kHz, 150 kW) végezték. A második fázisban került sor az új adó telepítésére és energiaellátásának kiépítésére. Ezek a munkák nem jártak teljes leállással, ehelyett rövidített időtartamban és csökkentett teljesítménnyel zajlott a műsor sugárzása. A felújítás lezárásaként megtörtént a szovjet gyártmányú elektroncsöves adó kiváltása egy modern, félvezetős kanadai, Nautel gyártmányú adóberendezéssel, amely 5 darab, egyenként 400 kW-os adóblokkból épül fel. Az új adó a korábbival megegyezően, 2 MW vivőteljesítménnyel, ugyanakkor sokkal jobb, 90% körüli hatásfokkal üzemel, ezért jóval kedvezőbb az áramfogyasztása. Az új adó beüzemelésével hangminőség-javulás történt, amely főleg a modernebb vevőkészülékeken vehető észre, különösen a zenei programok esetében szembeötlő a változás. Ezenkívül az új adó üzemeltetése – a korszerű igényeknek megfelelően – távfelügyelhető, továbbá teljesítménycsökkenés nélkül, üzem közben is cserélhetőek a végfokok. Az új adó – jövőbe mutatóan – gombnyomásra képes váltani az analóg AM sugárzási módból digitális, DRM üzemmódba.
A régi adó utolsó munkanapja 2017. november 26., vasárnap volt. Az új adó 2017. november 27-én, hétfőn reggel kezdte meg a Kossuth rádió műsorának sugárzását. A hivatalos avatóünnepséget 2017. december 1-jén, a magyar rádiózás napján tartották.

## Az új kapcsolási állapot
A régi adó az új adó tartaléka lett. A tápvonalkapcsoló segítségével bármikor újra üzembe vehető.
A régi adó tápvonalkapcsolóját előrelátóan tervezték, ezért rendelkezésre állt egy tartalék bemenet. Erre a bemenetre csatlakoztatták az új adót, amely így a régivel megegyező tápvonalkapcsolót, műantennát és tápvonalat használ. A tápvonal az épületen belül merev csőtápvonal, az épület falától az antennáig tartó szakaszon kvázikoax légtápvonal. Érdekesség, hogy az új adóval egyidejűleg új műantennát is telepítettek, de ez egyidejűleg csak egy darab 400 kW-os egység tesztelésére alkalmas. A teljes berendezés tesztelésére továbbra is a régi, 3 MW-os műantenna szolgál.
Az ellátottsági terület a nappali időszakban Bécstől Belgrádig terjed, és beleesik valamennyi környező országnak egy keskeny sávja. Az éjszakai ellátottsági terület csak Magyarországra terjed ki; nem tartalmazza az ország keleti és nyugati szélét (Nyíregyháza, Debrecen, Salgótarján, Miskolc, illetve Győr, Mosonmagyaróvár, Sopron, Zalaegerszeg az ellátottsági területen kívül esik), azonban az adó éjszaka nem üzemel (22:30-kor lekapcsol), így ez a veszteség majdhogynem minimális.

## Érdekességek
A Solti rádióadó szabad szemmel Paksról is látható. Tiszta időben akár Mezőfalváig, Dunaújvárosig esetleg Kiskőrösig vagy éppen a Rém közeli Ólom-hegyig (Duna–Tisza köze legmagasabb pontja) is ellátszik. A vörös-fehér csíkozásnak köszönhetően könnyen felismerhető. Néha a 90 km távolságra elhelyezkedő Budapestről is látható, a Budai-hegység magasabb csúcsairól.
A kiemelkedően nagy adóteljesítményű rádióadó műsorát olyan távoli helyekről sikerült már fogni, mint Michigan, Egyesült Államok, vagy Malajzia fővárosa, Kuala Lumpur.

## Külső hivatkozások
- postamuzeum.hu 1.[halott link]
- postamuzeum.hu 2.[halott link]
- postamuzeum.hu 3.[halott link]